# Jordi Liongola
Jordi Baininwa Liongola (Tessenderlo, 17 maggio 2000) è un calciatore burundese, centrocampista del RAAL La Louvière e della nazionale burundese.

## Carriera

### Club
Cresciuto nel settore giovanile di Standard Liegi e Anversa, nel luglio del 2021 ha firmato un contratto con il Lierse Kempenzonen; ha debuttato in prima squadra il 22 agosto nell'incontro di Division 1B vinto 2-0 contro il Virton.
Nell'estate del 2022 ha firmato un contratto con il RAAL La Louvière nella terza divisione belga, campionato che ha vinto nella stagione 2023-2024; l'anno seguente con il club biancoverde conquista invece una promozione in prima divisione (la prima nella storia del club).

### Nazionale
Ha debuttato con la nazionale burundese il 29 marzo 2022 nell'incontro amichevole vinto 2-1 contro la Liberia.

## Statistiche

### Presenze e reti nei club
Statistiche aggiornate al 2 agosto 2025.
| Stagione        | Squadra            | Campionato      | Campionato | Campionato | Coppe nazionali | Coppe nazionali | Coppe nazionali | Coppe continentali | Coppe continentali | Coppe continentali | Altre coppe | Altre coppe | Altre coppe | Totale | Totale | Totale |
| Stagione        | Squadra            | Comp            | Pres       | Reti       | Comp            | Pres            | Reti            | Comp               | Pres               | Reti               | Comp        | Pres        | Reti        | Pres   | Reti   |        |
| --------------- | ------------------ | --------------- | ---------- | ---------- | --------------- | --------------- | --------------- | ------------------ | ------------------ | ------------------ | ----------- | ----------- | ----------- | ------ | ------ | ------ |
| 2021-2022       | Lierse Kempenzonen | 1B              | 22         | 1          | CB              | 2               | 0               | -                  | -                  | -                  | -           | -           | -           | 24     | 1      |        |
| 2022-2023       | RAAL La Louvière   | N1              | 32         | 5          | CB              | 1               | 0               | -                  | -                  | -                  | -           | -           | -           | 33     | 5      |        |
| 2023-2024       | RAAL La Louvière   | N1              | 29         | 4          | CB              | 2               | 0               | -                  | -                  | -                  | -           | -           | -           | 31     | 4      |        |
| 2024-2025       | RAAL La Louvière   | CPL             | 28         | 5          | CB              | 1               | 0               | -                  | -                  | -                  | -           | -           | -           | 29     | 5      |        |
| 2025-2026       | RAAL La Louvière   | PL              | 1          | 0          | CB              | 0               | 0               | -                  | -                  | -                  | -           | -           | -           | 1      | 0      |        |
| Totale carriera | Totale carriera    | Totale carriera | 112        | 15         |                 | 6               | 0               |                    | -                  | -                  |             | -           | -           | 118    | 15     |        |

### Cronologia presenze e reti in nazionale
| Cronologia completa delle presenze e delle reti in nazionale ― Burundi | Cronologia completa delle presenze e delle reti in nazionale ― Burundi | Cronologia completa delle presenze e delle reti in nazionale ― Burundi | Cronologia completa delle presenze e delle reti in nazionale ― Burundi | Cronologia completa delle presenze e delle reti in nazionale ― Burundi | Cronologia completa delle presenze e delle reti in nazionale ― Burundi | Cronologia completa delle presenze e delle reti in nazionale ― Burundi | Cronologia completa delle presenze e delle reti in nazionale ― Burundi |
| Data                                                                   | Città                                                                  | In casa                                                                | Risultato                                                              | Ospiti                                                                 | Competizione                                                           | Reti                                                                   | Note                                                                   |
| ---------------------------------------------------------------------- | ---------------------------------------------------------------------- | ---------------------------------------------------------------------- | ---------------------------------------------------------------------- | ---------------------------------------------------------------------- | ---------------------------------------------------------------------- | ---------------------------------------------------------------------- | ---------------------------------------------------------------------- |
| 29-3-2022                                                              | Aksu                                                                   | Liberia                                                                | 1 – 2                                                                  | Burundi                                                                | Amichevole                                                             | -                                                                      | 57’                                                                    |
| 20-6-2023                                                              | Dar es Salaam                                                          | Burundi                                                                | 3 – 2                                                                  | Namibia                                                                | Qual. Coppa d'Africa 2023                                              | -                                                                      | 78’                                                                    |
| 12-9-2023                                                              | Garoua                                                                 | Camerun                                                                | 3 – 0                                                                  | Burundi                                                                | Qual. Coppa d'Africa 2023                                              | -                                                                      | 73’                                                                    |
| 16-11-2023                                                             | Dar es Salaam                                                          | Burundi                                                                | 3 – 2                                                                  | Gambia                                                                 | Qual. Mondiali 2026                                                    | -                                                                      |                                                                        |
| 19-11-2023                                                             | Dar es Salaam                                                          | Burundi                                                                | 1 – 2                                                                  | Gabon                                                                  | Qual. Mondiali 2026                                                    | -                                                                      | 83’                                                                    |
| 7-6-2024                                                               | Lilongwe                                                               | Kenya                                                                  | 1 – 1                                                                  | Burundi                                                                | Qual. Mondiali 2026                                                    | -                                                                      | 46’                                                                    |
| 5-9-2024                                                               | Lilongwe                                                               | Malawi                                                                 | 2 – 3                                                                  | Burundi                                                                | Qual. Coppa d'Africa 2025                                              | -                                                                      | 65’                                                                    |
| 9-9-2024                                                               | Lilongwe                                                               | Burundi                                                                | 0 – 1                                                                  | Senegal                                                                | Qual. Coppa d'Africa 2025                                              | -                                                                      | 46’                                                                    |
| 13-10-2024                                                             | Abidjan                                                                | Burundi                                                                | 0 – 2                                                                  | Burkina Faso                                                           | Qual. Coppa d'Africa 2025                                              | -                                                                      |                                                                        |
| 14-11-2024                                                             | Abidjan                                                                | Burundi                                                                | 0 – 0                                                                  | Malawi                                                                 | Qual. Coppa d'Africa 2025                                              | -                                                                      | 91’                                                                    |
| 19-11-2024                                                             | Diamniadio                                                             | Senegal                                                                | 2 – 0                                                                  | Burundi                                                                | Qual. Coppa d'Africa 2025                                              | -                                                                      | 62’                                                                    |
| 21-3-2025                                                              | Meknès                                                                 | Burundi                                                                | 0 – 1                                                                  | Costa d'Avorio                                                         | Qual. Mondiali 2026                                                    | -                                                                      | 55’                                                                    |
| 25-3-2025                                                              | Meknès                                                                 | Burundi                                                                | 5 – 0                                                                  | Seychelles                                                             | Qual. Mondiali 2026                                                    | -                                                                      | 33’ 84’                                                                |
| Totale                                                                 |                                                                        | Presenze                                                               | 13                                                                     |                                                                        | Reti                                                                   | 0                                                                      |                                                                        |

## Palmarès

### Club

#### Competizioni nazionali
- Division 1: 1

RAAL La Louvière: 2023-2024